# Parque Felipe Martínez Sandoval
Parque Felipe Martínez Sandoval war ein Fußballstadion in Guadalajara, der Hauptstadt des Bundesstaates Jalisco und zweitgrößten Stadt von Mexiko. Es befand sich im Stadtviertel Oblatos im Osten von Guadalajara.

## Die Namen des Stadions
Der zunächst (und auch später noch) als Parque Oro (nach seinem Eigentümer, dem Club Deportivo Oro) bzw. als Parque Oblatos (nach seinem Standort) bekannte Sportpark erhielt später seinen offiziellen Namen, um Felipe Martínez Sandoval zu ehren. Der ehemalige Fußballspieler in Reihen des CD Oro gehörte nicht nur zu dessen „Mannschaft der ersten Stunde“, sondern war über einen langen Zeitraum hinweg auch ein entscheidender Gestalter des Vereins und ein Förderer des lokalen Fußballs überhaupt.

## Geschichte

### Vorgeschichte
Weil die fußballerisch florierende Stadt Guadalajara, deren zahlreiche Mannschaften in der Liga Amateur de Jalisco miteinander in sportlichem Wettstreit standen, Ende der 1920er Jahre noch über keine angemessene Fußballbühne verfügte, errichtete der CD Oro eine Wettkampfstätte für 15.000 Besucher. Dies war ein Vielfaches dessen, was die bis dahin bestehenden Sportplätze aufnehmen konnten. 

### Die Eröffnung
Die Einweihung des Parque Oro fand am 20. Juli 1930 mit den Begegnungen zwischen dem CD Oro und dem CD Colón (2:2) sowie dem CD Guadalajara und dem CD Imperio (5:3) statt. Zu jener Zeit wurde im fernen Uruguay gerade die erste Fußball-WM der Geschichte ausgetragen und am Vortag hatte die – seinerzeit nur aus Spielern der Hauptstadtliga gebildete – mexikanische Nationalmannschaft ihr drittes und letztes Spiel bei dieser WM absolviert.

### Fußballbühne über drei Jahrzehnte
Im Laufe der folgenden drei Jahrzehnte war der Parque Oro der Fußballtempel von Guadalajara. Er wurde in dieser Eigenschaft erst 30 Jahre später durch die Eröffnung des Estadio Jalisco am 31. Januar 1960 abgelöst. 
Das Stadion verfügte hauptsächlich über unüberdachte Tribünen, auf denen die Zuschauer der direkten Sonnenstrahlung ausgesetzt waren. Lediglich zwei kleine Bereiche waren überdacht. 
Der Parque Oro war Hauptaustragungsstätte der letzten 13 Spielzeiten der Liga Amateur de Jalisco (1930/31 bis 1942/43), in denen der bei Einführung der Profiliga 1943 nicht berücksichtigte CD Nacional mit fünf Titeln, die alle in den 1930er Jahren gewonnen wurden, am erfolgreichsten war. 
In den 1950er Jahren feierte Atlas mit diesem Stadion als Heimspielstätte seinen einzigen Meistertitel der Primera División (1950/51) und reifte die erfolgreichste Mannschaft in der Geschichte des CD Guadalajara heran, die sich in den frühen 1960er Jahren zum Campeonísimo, zum Serienmeister von Mexiko, entwickelte. Im Parque Oro feierte Chivas seinen ersten Meistertitel im Profifußball überhaupt (1956/57) und legte ferner mit den Erfolgen in den Spielzeiten 1958/59 und 1959/60 den Grundstein für eine – in der mexikanischen Primera División bisher einmalige – Siegesserie mit vier Meistertiteln in Folge. Interessanterweise konnte ausgerechnet der Stadioninhaber CD Oro seinen einzigen Meistertitel der Vereinsgeschichte erst 1962/63 mit dem Estadio Jalisco als Heimspielstätte feiern.